# Led Zeppelin United Kingdom Tour 1968
Led Zeppelin United Kingdom Tour 1968 var en konsertturné med det brittiska hårdrocksbandet Led Zeppelin i England 1968. Det var bandets första konsertturné i England och man kallade sig för The New Yardbirds inledningsvis. Första konserten med namnet Led Zeppelin var 25 oktober. 

## Låtlista
Det finns få ljudupptagningar från Led Zeppelins första turné. De låtar som spelades var dels från Yardbirds repertoar, dels från debutalbumet Led Zeppelin.
En typisk låtlista var följande:
- "Train Kept A-Rollin'" (Bradshaw, Kay, Mann)
- "For Your Love" (Gouldman)
- "I Can't Quit You Baby" (Dixon)
- "As Long As I Have You" (Mimms)
- "Dazed and Confused" (Page)
- "Communication Breakdown" (Bonham, Jones, Page)
- "You Shook Me" (Dixon, Lenoir)
- "White Summer"/"Black Mountain Side" (Page)
- "Pat's Delight" (Bonham)
- "Babe I'm Gonna Leave You" (Bredon, Page, Plant)
- "How Many More Times" (Bonham, Jones, Page)

## Turnédatum
- 04/10/1968  Mayfair Ballroom - Newcastle upon Tyne
- 18/10/1968  Marquee Club - London
- 19/10/1968  Liverpool University - Liverpool
- 25/10/1968  University of Surrey - Guildford
- 09/11/1968  Roundhouse - London
- 16/11/1968  College of Technology - Manchester
- 23/11/1968  Sheffield University - Sheffield
- 29/11/1968  Crawdaddy Club - Richmond
- 10/12/1968  Marquee Club - London
- 13/12/1968  Bridge Place Country Club - Canterbury
- 16/12/1968  Bath Pavilion - Bath
- 19/12/1968  Civic Hall - Exeter
- 20/12/1968  Wood Green Fishmongers Hall - London